# Yehuda
Yehuda  ist ein männlicher Vorname und Familienname. 

## Herkunft und Bedeutung
→ Hauptartikel: Jehuda
Bei Yehuda handelt es sich um die englische Transkription des hebräischen Namens יְהוּדָה jəhūdāh.

## Namensträger

### Vorname
- Yehuda Afek (* 1952), Mitbegründer und Cheftechnologe von Riverhead Networks in den USA; Experte für Netzwerksicherheit
- Yehuda Altmann (* 1964), israelischer Fotograf
- Yehuda Ashlag (1884–1954), Kabbalist
- Yehuda Avner (1928–2015), israelischer Diplomat
- Yehuda Bauer (1926–2024), israelischer  Historiker
- Yehuda Elkana (1934–2012), Wissenschaftstheoretiker und Wissenschaftshistoriker
- Yehuda Hoch (* 1946), israelischer Schachkomponist
- Yehuda Grünfeld (* 1956), israelischer Schachspieler
- Yehuda Karmon (1912–1995), israelischer Geograph
- Yehuda Lancry (* 1947), israelischer  Politiker  und Diplomat
- Yehuda Lerner (1926–2007), am 14. Oktober 1943 aktiv am Aufstand von Sobibór im Vernichtungslager Sobibór beteiligt
- Yehuda Levi (* 1979), israelischer  Schauspieler, Musiker und Model
- Yehuda Nevo (1932–1992), israelischer Archäologe
- Yehuda ben Meir (auch Yehuda ha-Kohen oder Judah von Mainz), deutscher Rabbiner, Talmud-Lehrer und Reisender
- Yehuda Poliker (* 1950), israelischer Sänger, Songwriter, Musiker und Maler
- Yehuda Shoenfeld (* 1948), israelischer Arzt und Immunologe
- Yehuda Yannay (1937–2023), israelischer Komponist

### Zwischenname
- Ludwig Yehuda Wolpert (1900–1981), jüdischer Designer, Bildhauer und Kunsthandwerker  deutscher  Herkunft

### Familienname
- Eliezer Ben-Yehuda (1858–1922), Entwickler des modernen Hebräisch
- Nachman Ben-Yehuda (* 1948), israelischer Soziologe

## Sonstiges
- Mahane Yehuda Market, ein Markt in Jerusalem